# ヒ (日)
ヒは、古代の神名や人名の語尾につけられる称号。天皇およびその伴造（ともがら）を表す天孫・天神系の称号として用いられた。地祇・国神系を意味するヌシと対照をなす称号である。「ヒ」はヒコやヒメの語源でもある。

## 神名・人名のヒ
ヒ（日、毘、比）の語尾は神名や始祖名に見られるが、一般個人名にはほとんど見られない。応神天皇期以前の人名で「ヒ」を語尾に持つものは皇室・物部氏などの天孫族系氏族、そして大伴氏・中臣氏・紀氏などの山祇族系氏族の系譜に集中して見られる。代表的なものに、皇室では神武天皇の弟に「イナヒ」、開化天皇の別名「ヒコオホヒヒ」（稚日本根子彦大日日）がある。物部氏では始祖「ニギハヤヒ」、そして大伴氏の始祖「タケヒ」がある。物部氏と大伴氏は天神系氏族の代表であり、天孫族である天皇の伴造（ともがら）の中心的存在である。天孫降臨の建国神話では天皇家の始祖「タカミムスヒと物部・大伴の先祖ハヤヒ・ヒシヒは明らかに同じタイプの名前に属している」とする指摘もある。

### 天孫族・皇別
| 神名・人名               | 当て字                   | 系譜                 |
| ------------------------ | ------------------------ | -------------------- |
| タカミムスヒ             | 高御産日神               | 皇室及び忌部祖       |
| マサカツアカツカチハヤヒ | 真勝吾勝勝速日天忍穂耳命 | 皇室始祖             |
| イナヒ                   | 稲飯命                   | 神武天皇の兄         |
| ヒコオホビビ             | 若倭根子日子大毘毘命     | 開化天皇の別名       |
| ヒカカ                   | 日香蚊                   | 難波氏の祖           |
| ヒタカ                   | 日鷹                     | 吉士氏の祖           |
| イヒツルヒコ             | 五十日鶴彦命             |                      |
| イヒタリヒコ             | 五十日足彦命             | 山守部氏の祖         |
| アメノホヒ               | 天之菩卑命               | 出雲国造の祖         |
| イワビ                   | 磐毘                     | 土師氏の祖           |
| タケミサヒ               | 建御狭日命               | 東国諸国造の祖       |
| エサヒ                   | 兄狭命                   | 多珂国造の祖         |
| オシタテケタヒ           | 忍立化多比命             | 東国諸国造の祖       |
| エタモヒ                 | 兄多毛比命               | 武蔵国造の祖         |
| アラタヒノスクネ         | 荒田比乃宿禰             | 武蔵国造の祖         |
| オシタモヒ               | 忍多毛比命               | 東国諸国造の祖       |
| ヒナラズ                 | 比奈良珠命               | 新治国造の祖         |
| クマノクスビ             | 熊野久須毘命             |                      |
| アマノクシヒ             | 天久之比乃命             | 桑名氏の祖           |
| アマノヒワシ             | 天日鷲命                 | 忌部氏の祖           |
| タケカチヒ               | 建勝日命                 | 甲斐国造の祖         |
| イナヒ                   | 稲日                     | 菅田氏の祖           |
| オオフヒオミ             | 大布日意彌命             | 須恵国造の祖         |
| ニギハヤヒ               | 邇芸速日命               | 物部氏の祖           |
| イナヒ                   | 稲比                     | 熊野国造の祖         |
| カシビ                   | 加志毘                   | 和泉穴師神社社家の祖 |
| タカヒ                   | 多加比                   | 賀茂県主氏の祖       |
| クロヒ                   | 黒日                     | 賀茂県主氏の祖       |
| タケヒホ                 | 建日穂命                 | 三島氏の祖           |
| トヨヒ                   | 豊日                     | 久自国造の祖         |

### 山祇族・天神
| 神名・人名   | 当て字             | 系譜           |
| ------------ | ------------------ | -------------- |
| アメノオシヒ | 天忍日命、天押日命 | 大伴氏の祖。   |
| アメノヒクイ | 天日咋命           | 大伴氏の祖     |
| ウマシヒ     | 味日命             | 大伴氏の祖     |
| オシヒオミ   | 推日臣命           | 大伴氏の祖     |
| オオヒ       | 大日命             | 大伴氏の祖     |
| ツノヒ       | 角日命             | 大伴氏の祖     |
| トヨヒ       | 豊日命             | 大伴氏の祖     |
| タケヒ       | 武日               | 大伴氏の祖     |
| ツハヤムスヒ | 津速産霊神         | 中臣氏の祖     |
| コゴトムスヒ | 興台産霊命         | 中臣氏の祖     |
| イタヒ       | 伊多比             | 殖栗占部氏の祖 |
| アメノヒワケ | 天日別命           | 伊勢国造の祖   |
| タケヒニカタ | 武日丹方命         | 伊勢国造の祖   |
| オオヒモロ   | 大日諸命           | 春日部氏の祖   |
| カミムスヒ   | 神産巣日神         | 紀氏の祖       |
| ヤスムスヒ   | 安牟須比命         | 紀氏の祖       |

### 海人族・地祇
| 神名・人名       | 当て字         | 系譜                 |
| ---------------- | -------------- | -------------------- |
| ウツシヒカナサク | 宇都志日金拆命 | 阿曇氏の祖           |
| オオミヒ         | 大御日足尼     | 津守氏の祖           |
| タケウナヒ       | 建宇那比命     | 五百木部氏の祖       |
| クシヒガタ       | 奇日方天日方命 | 三輪氏の祖           |
| タケヒ           | 猛日           | 神部氏の祖           |
| ハヤヒ           | 速日           | 神部氏の祖           |
| タカヒ           | 高日           | 神部氏の祖           |
| タケイサヒ       | 建功狭日命     | 角鹿国造の祖         |
| タケヒワケ       | 建日別命       | 長国造・都佐国造の祖 |
| オオヒバラトミ   | 大日腹富命     | 長国造・都佐国造の祖 |
| オトヒ           | 弟日           | 猪甘部氏の祖         |
| ヒツマ           | 日爪           | 和邇部氏の祖         |
| ヒワシ           | 日鷲           | 建部氏の祖           |

## 氏族系譜のヒ
新撰姓氏録にはヒを始祖とする氏族が皇別および神別すなわち天孫・天神系の84％を占める。皇別はすべてタカミムスヒを始祖としている。神別は400余りある氏の内280余りがヒの始祖をもつ。その内訳はタカミムスヒ35氏、ヒギハヤヒ106氏、ツハヤムスヒ41氏、カミムスヒ53氏、ほかにアメノホヒ、ヒノハヤヒ、ヤスムスヒなどがある。一方で天孫・天神系氏族はヌシの神名や称号をほとんど持たない。これは古事記の出雲系譜や地祇系では「ヒ」の語尾を持つ神・人名がほとんど見られない一方で「ヌシ」が核の一つになっているのと対照的である。ヌシをもつ神名や称号は地方首長的な出雲系譜や地祇系にのみ集中している。このように、氏族系譜において「ヒ」と「ヌシ」は完全に対立している。「これは作為的な操作による観念上の対立ではなく現実の歴史的な対立と考えなければならない」。「これらの現象の背後には大和朝廷の支配層と土着の地方豪族の間の歴史的・政治的な対立を想定せざるをえない」。これは「ヒ」に代表されるヤマト王権の支配層が「ヌシ」に代表される地方首長と対立するグループであったことを示唆する。

## 皇室系譜のヒ
天皇家の始祖タカミムスヒの他に、天皇系譜の始点に位置するカチハヤヒ（正勝吾勝勝速日天忍穂耳）が伝説時代の系譜に見られる。また6世紀から７世紀にかけてヒ（日）が天皇の諡号（おくりな）に4例のみ再びみられる。
| 天皇名             | 諡号（おくりな）                                   |
| ------------------ | -------------------------------------------------- |
| 安閑天皇           | 広国押建金日（ひろくにおしたけかなひ）             |
| 用明天皇           | 橘豊日（たちばなのとよひ）                         |
| 舒明天皇           | 息長足日広額（おきながたらしひひろぬか）           |
| 皇極天皇、斉明天皇 | 天豊財重日足姫（あめとよたからいかしひたらしひめ） |
| 孝徳天皇           | 天万豊日（あめよろずとよひ）                       |

天皇は「ヒ嗣ぎの御子」と呼ばれているように、「ヒ」の子孫は天の支配を受け継ぐものと伝承されている。こうした観点から見ると、6-7世紀の天皇名のヒの用例は「ヒ」を復古的に「国家的信仰として掲げようとしていた時期の一つの名残り」であり、敏達天皇による日祀部の設置や姓氏録における各氏族に「ヒ」の始祖が加工された時期と重なる。

## ヒの派生としてのヒメ・ヒコ
天孫・天神系氏族の先祖名に特徴的に見られる「ヒ」の尊称は、その後「ヒメ」または「ヒミ」（ヒの女性）や「ヒコ」または「ヒキ」（ヒの男性）、またごく稀に「ヒヒ（ヒの中の第一人者）」の尊称を派生させたと考えられる。卑弥呼の時代（三世紀）にすでに国の長に「卑狗（ヒコ）」や「卑弥（ヒミ）」が見られるところから「ヒ」の名称や思想はそれ以前から存在したことが推測される。開化天皇をヒコオホ「ヒヒ」と呼ぶことも三世紀まで遡る可能性がある。

## 「ヒ」起源としての古代朝鮮
天孫・天神系氏族の称号として「ヒ」はその起源を古代朝鮮氏族に遡ることができる。古代朝鮮の新羅および高句麗の王名や始祖名には「解」の語尾が特徴的に現れる。「解(hae）」は「日（hae) 」の漢字による当て字と考えられており、古代朝鮮の支配層はその名称語尾に日本と同じ「ヒ」を用いていたと推論できる。新羅王は2代に南解、4代に脱解、10代に奈解、12代に沾解、16代に訖解がみえ、「解」を語尾につけている。高句麗では始祖解慕漱（ヘモス）、初代東明聖王（朱蒙）は衆解とも呼ばれ、2代瑠璃明王は「解儒留」、3代大武神王は「解朱留」、4代閔中王は「解色朱」、5代慕本王は「解愛婁」といい、5代まで「解」を名乗っている。また初代の朱蒙は姓を高氏と「三国史記」は伝えているが、「三国遺事」は「本姓解也」と伝えている。百済は高句麗と同じく扶余族出身で「解」を氏とした（『三国遺事』）。百済では王族貴族姓に「解」があり、「莫古解」、「古爾解」、「適莫爾解」（『日本書紀』）や「仇頗解」、「訓解」、「解須」、「解仇」、「解明」などが見える（『三国史記』百済本紀）。以上『解」は新羅、高句麗、百済の王族の姓あるいは称号として共通に使われている。解の古音は「日」の訓であり、解が日を意味したことは『後魏書』（554年）が高句麗の朱蒙（衆解）を「日子」と記していることからもうかがえる。これは日本の天皇が「日の御子」あるいは「日継ぎの皇子」というのと同じ言い方である。こうした類似性はヤマト王権の「ヒ」の建国神話が古代朝鮮王朝のヒ・へ（日、解）の建国神話に由来することを示唆する。さらに日本に最も近い加羅の建国神話には始祖王に「悩窒朱日」なる名前が出てくる。末松保和によれば「悩窒朱日」の意味は「常に光る朱き日」である。この語尾の「−−日（ヒ）」は日本の天孫天神系のヒの語尾と同じであり、新羅、高句麗、百済の王族の「ヘ（解）」と共通する。「このようにみてくると、日本のヒ型神・人名について、これを大王家が扶余系の建国神話を取り入れた際同時に朝鮮半島から入ってきた、元々は扶余にその源を発する朝鮮半島系の神・人名であろうと見るのは、ごく当然の推理だと言っていいだろう」。